# Myristica subalulata
Myristica subalulata är en tvåhjärtbladig växtart som beskrevs av Friedrich Anton Wilhelm Miquel. Myristica subalulata ingår i släktet Myristica och familjen Myristicaceae.

## Underarter
Arten delas in i följande underarter:
- M. s. hagensis
- M. s. leptantha
- M. s. paucifructa
- M. s. pedunculata